# Girardinus creolus
 Girardinus creolus  és un peix de la família dels pecílids i de l'ordre dels ciprinodontiformes.

## Morfologia
Els mascles poden assolir els 4,4 cm de longitud total i les femelles els 7.

## Distribució geogràfica
Es troba a Cuba.